# Haymar, Syria
Haymar (tiếng Ả Rập: حيمر, đã Latinh hoá: Ḩaymar), cũng đánh vần Heymer, là một ngôi làng ở phía bắc tỉnh Aleppo, miền bắc Syria. Nằm trên đồng bằng Manbij phía bắc, ngôi làng nằm khoảng 9 kilômét (5,6 mi) phía tây nam Jarabulus và khoảng 4 km (2,5 mi) phía nam biên giới với tỉnh Gaziantep của Thổ Nhĩ Kỳ.
Với 1.749 cư dân, theo điều tra dân số năm 2004, Haymar về mặt hành chính thuộc về Nahiya Jarabulus trong Quận Jarabulus. Các địa phương lân cận bao gồm al-Haluwaniyah 3 km (1,9 mi) về phía tây bắc, Tall Shair 2 km (1,2 mi) về phía đông bắc và Yusuf Bayk 2,5 km (1,6 mi) về phía nam.